# Grand'Combe-des-Bois
Grand'Combe-des-Bois is een gemeente in het Franse Kanton Morteau dat behoort tot het departement Doubs (regio Bourgogne-Franche-Comté) en telt 97 inwoners (2004). De plaats maakt deel uit van het arrondissement Pontarlier.

## Geografie
De oppervlakte van Grand'Combe-des-Bois bedraagt 12,5 km², de bevolkingsdichtheid is 7,8 inwoners per km². De gemeente grenst in het zuiden aan Zwitserland.

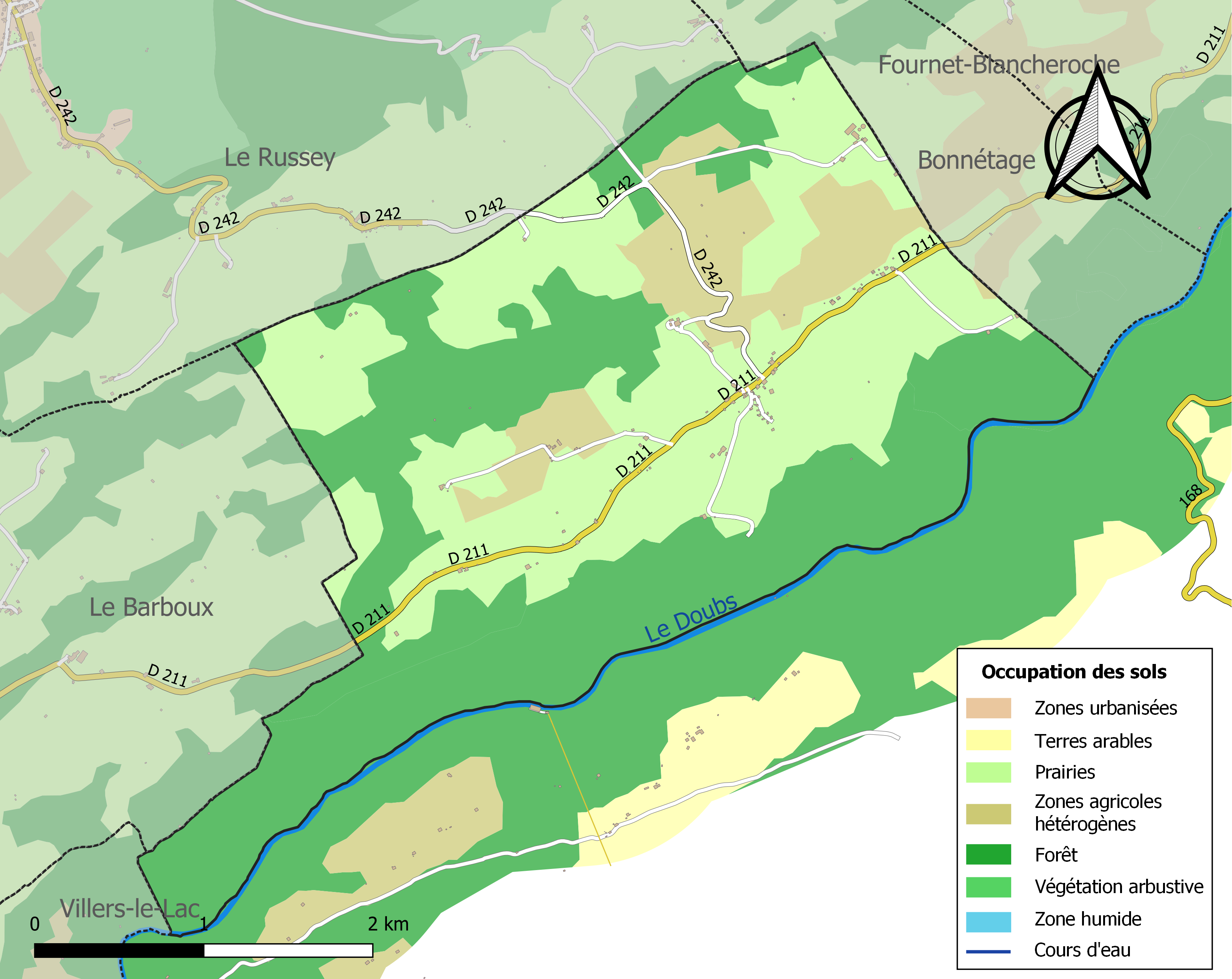
Kaart van de gemeente met de belangrijkste infrastructuur, bodemgebruik en omliggende gemeenten

## Demografie
Onderstaande figuur toont het verloop van het inwonertal (bron: INSEE-tellingen).